# Mantoum
Mantoum est une localité du Cameroun située dans la région de l'Ouest et le département du Noun. Elle fait partie de la commune de Malentouen.

## Population
Lors du recensement de 2005, la localité comptait 8 202 habitants.

## Infrastructures
Mantoum abrite une prison, créée en 1962 – comme celle de Tcholliré – en tant que centre de rééducation civique pour les opposants politiques au régime du président Ahidjo. L'établissement pénitentiaire a subi une mutation en 1976 et sa dénomination a changé en 1992. Elle accueille aujourd'hui des détenus de droit commun.